# Uapití de Roosevelt
El uapití de Roosevelt (Cervus canadensis roosevelti) és un mamífer herbívor de la família dels cèrvids. És una subespècie del uapití (Cervus canadensis).
Es tracta d'una subespècie amb una àrea de distribució moderada, reduïda a la costa oest nord-americana des de la badia de San Francisco a sud-oest de la Colúmbia Britànica, inclosa l'illa de Vancouver. Hi ha poblacions introduïdes en altres àrees de Columbia i a les illes Afognak d'Alaska; també s'ha reintroduït aquesta subespècie en zones dels estats d'Oregon i Washington, on havia estat exterminat prèviament.
Molt semblant al uapiti de les muntanyes Rocoses, el uapití de Roosevelt es diferencia d'aquest per la seva major grandària (els mascles solen rondar els 450 kg) i pelatge més fosc. Les astes posseeixen nombroses puntes i els seus extrems poden aparèixer lleugerament palmats.
Fou anomenat en honor del president dels Estats Units Theodore Roosevelt, que el 1909 creà el que esdevindria el Parc Nacional Olímpic.